# Hanzeroute

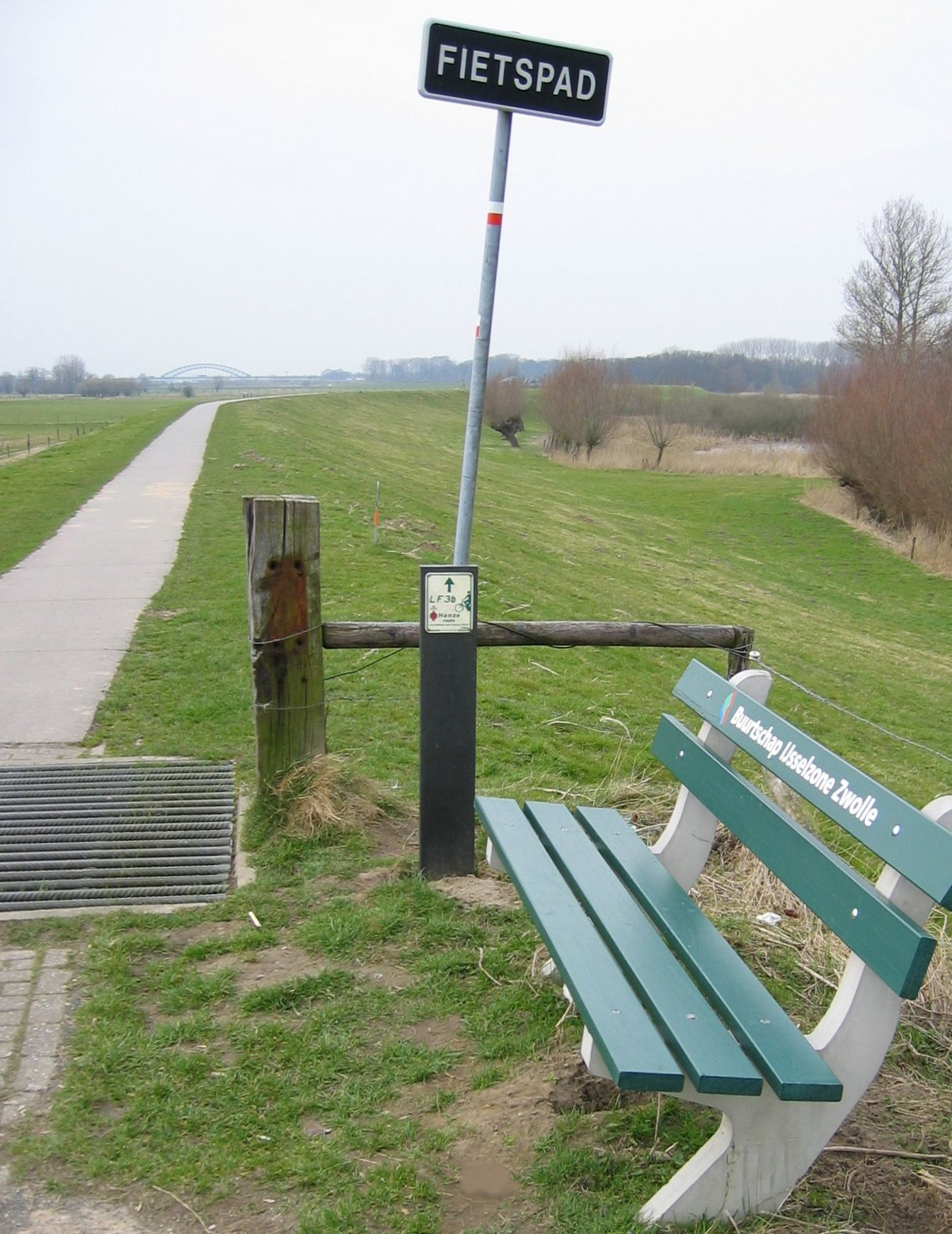
Hanzeroute ter hoogte van de Schellerdijk in Zwolle

Het oude Hanzeverbond heeft veel routemakers geïnspireerd. 
- De Hanzeroute is een beschreven fietsroute in drie delen. Het eerste deel gaat van Zaltbommel naar Lübeck, het volgende deel gaat vandaar naar Brandenburg en het laatste deel voert weer terug naar Zaltbommel. De fietsroute loopt niet rechtstreeks maar gaat via een omweg waarbij veel oude Hanzesteden worden aangedaan. De route gaat via Tiel en Nijmegen naar Arnhem. Vandaar gaat het langs de IJssel en de IJsselsteden naar het noorden. Daar worden Stavoren, Hindeloopen en Bolsward aangedaan om dan via Groningen naar Bremen te gaan. Via Stade en Lüneburg komt de route bij de mooie oude Hanzestad Lübeck. De Oostzeekust volgend gaat de route langs de Hanzesteden Wismar, Stralsund en Greifswald. Over het eiland Usedom gaat het vervolgens binnendoor langs de Hanzesteden Anklam, Prenzlau, Angermünde, Frankfurt (Oder), en met een bocht om Berlijn heen, naar Brandenburg. Via o.a. Maagdenburg, Hildesheim, Hamelen, Paderborn,  Soest, Keulen, Roermond en Sittard gaat de route terug naar Zaltbommel. Deze ruim 3000 km lange fietsroute is een privé-initiatief van Michaël Wannet en is niet bewegwijzerd. Voor de gehele route zijn GPS-tracks beschikbaar.
- De Oostzeeroute (Baltic Sea Route) onder de vlag van het EuroVelo netwerk van de European Cyclists' Federation, wordt ook weleens aangeduid met de naam Hansaroute of Hansacircuit. Het is de bedoeling dat deze net als de North Sea Cycle Route een route gaat worden van vele duizenden kilometers.